# Yang Xiaolei
Dans ce nom chinois, le nom de famille, Yang, précède le nom personnel.
Pour les articles homonymes, voir Yang.
Yang Xiaolei (chinois : 杨晓蕾), née le 28 juin 2000, est une archère chinoise.

## Carrière
Lors des Jeux olympiques d'été de 2024, elle remporte la médaille d'argent par équipes avec ses coéquipières An Qixuan et Li Jiaman, battues en finale par le trio coréen, 6 à 4.

## Palmarès

### Jeux olympiques
- Jeux olympiques d'été de 2024 à Paris :
  -  médaille d'argent par équipes féminine